# Hellmut Flashar

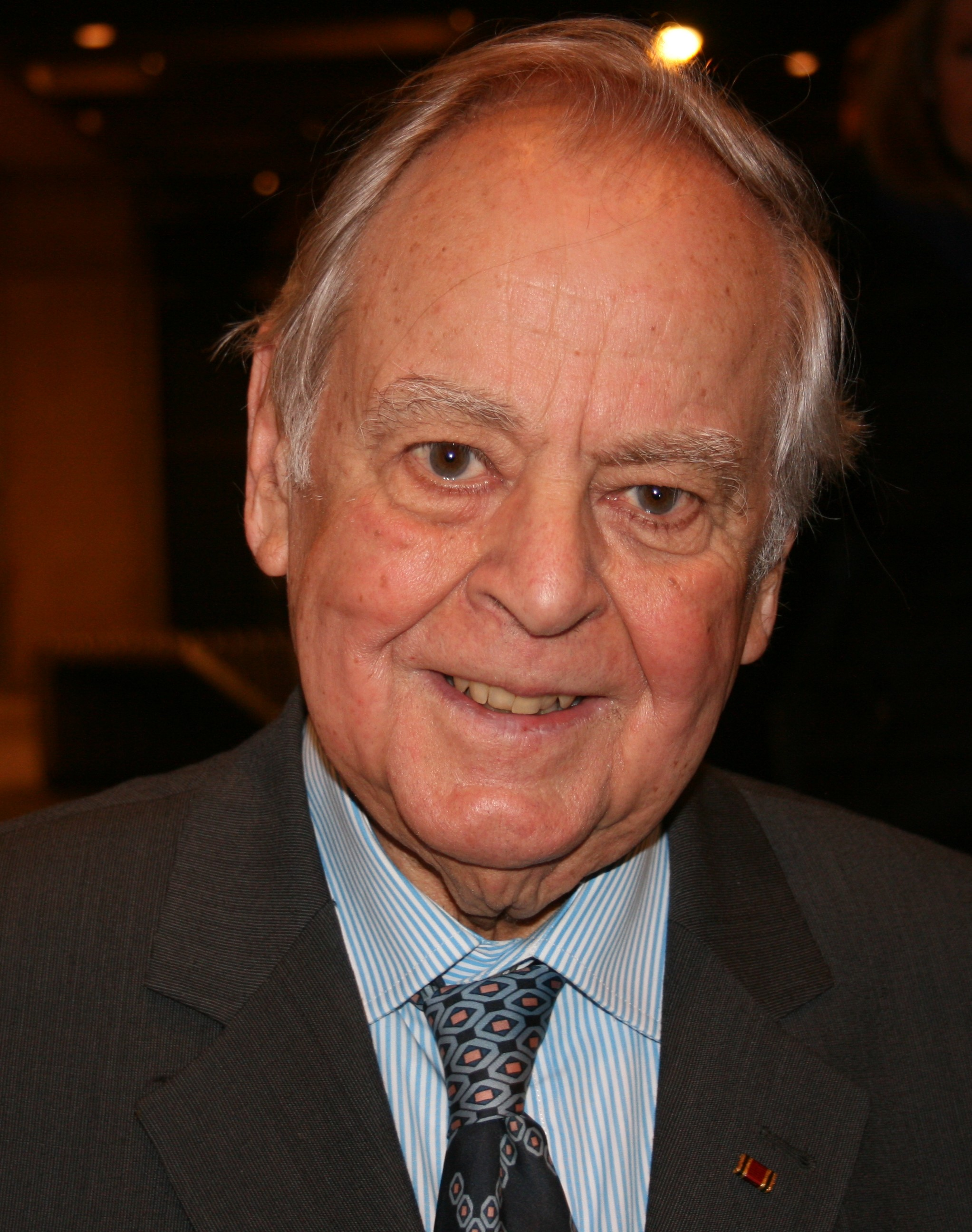
Hellmut Flashar (2013)

Hellmut Flashar (Aussprache (IPA) [ˈflashaɐ̯], * 3. Dezember 1929 in Hamburg; † 17. August 2022 in Bochum) war ein deutscher Klassischer Philologe, der als Professor für Klassische Philologie an den Universitäten Bochum (1965–1982) und München (1982–1997) sowie als Medizinhistoriker wirkte.

## Leben
Flashar wuchs in Berlin auf, besuchte ab 1940 die Wald-Oberschule und studierte nach dem Abitur 1948 Klassische Philologie und Philosophie an der Humboldt-Universität und an der Freien Universität Berlin (bis 1950) und in Tübingen (bis 1954). Dort wurde er 1954 bei Wolfgang Schadewaldt mit einer Dissertation  über den Dialog Ion als Zeugnis platonischer Philosophie promoviert und wirkte anschließend (bis Herbst 1956) als Wissenschaftlicher Angestellter im Platon-Archiv in Hinterzarten. 1955 legte er in Berlin das Staatsexamen ab und war 1959–61 Assistent an der Universität Tübingen, wo er sich 1961 mit einer Arbeit über die pseudoaristotelischen Problemata Physica habilitierte. Anschließend wirkte er als Dozent in Tübingen.
1965 folgte er einem Ruf an die neu gegründete Ruhr-Universität Bochum. Dort war er im akademischen Jahr 1970/71 Dekan der Philosophischen Fakultät. Von 1982 bis zu seiner Emeritierung 1997 war er Professor an der Ludwig-Maximilians-Universität München, wo er auch 1992–93 das Dekanat bekleidete. 
1990 bis 1994 hielt er zusätzlich Veranstaltungen an der Universität Leipzig ab. 2003 war er Gastprofessor am Institut für Theaterwissenschaft der Universität Wien. Seit 2012 lebte er wieder in Bochum.
Der Klassische Archäologe Martin Flashar ist sein Sohn.

## Auszeichnungen
Flashar war von 1970 bis 1976 Präsident der Mommsen-Gesellschaft und war Mitglied in zahlreichen wissenschaftlichen Beiräten. Er war korrespondierendes Mitglied der Sächsischen Akademie der Wissenschaften und des Deutschen Archäologischen Instituts (ab 1979). 1994 wurde ihm das Bundesverdienstkreuz am Bande verliehen, 1998 der Ausonius-Preis der Universität Trier.

## Forschungstätigkeit
In seiner Forschungsarbeit beschäftigte sich Flashar mit weiten Bereichen der antiken Literatur. Zu seinen Schwerpunkten zählte früh die griechische Philosophie, insbesondere die des Platon und des Aristoteles. Seit den 1960er Jahren war er Mitarbeiter der Aristoteles-Gesamtausgabe in deutscher Sprache, die unter der Aufsicht der Berliner Akademie der Wissenschaften erscheint. Seit 1967 fungierte Flashar als Herausgeber der Gesamtausgabe. Außerdem war er verantwortlicher Herausgeber des Standardwerks Die Philosophie der Antike (Basel: Schwabe), für das er selbst den Band 3 (ältere Akademie, Aristoteles, Peripatos) verfasste. Ein weiterer Forschungsschwerpunkt Flashars war die griechische Tragödie, deren Bedeutung und Wirkung er von der Antike bis in die Theater- und Musikgeschichte der Neuzeit verfolgte. Neben grundlegenden Monographien veröffentlichte Flashar auch eigene Übersetzungen und gab die Übersetzungen seines Lehrers Schadewaldt heraus. Weitere Forschungsschwerpunkte Flashars waren antike Geschichtsschreibung, Medizingeschichte, Wissenschaftsgeschichte und Wissenschaftstheorie.

## Veröffentlichungen (Auswahl)
Monographien
- Der Dialog Ion als Zeugnis platonischer Philosophie. Dissertation. Tübingen 1954. (Überarbeitete Fassung: (= Schriften der Sektion für Altertumswissenschaft 14). Berlin 1958)
- Melancholie und Melancholiker in den medizinischen Theorien der Antike (Habilitationsschrift Berlin 1965). Berlin 1966.
- Der Epitaphios des Perikles. Seine Funktion im Geschichtswerk des Thukydides. Heidelberg 1969.
- Die Philosophie der Antike. Band 3: Ältere Akademie – Aristoteles – Peripatos. Basel 1983.
- Inszenierung der Antike. Das griechische Drama auf der Bühne der Neuzeit 1585–1990. München 1991, 2. erweiterte Auflage 2009. Auszüge
- Sophokles. Dichter im demokratischen Athen. München 2000.
- Felix Mendelssohn-Bartholdy und die griechische Tragödie. Bühnenmusik im Kontext von Politik, Kultur und Bildung. Stuttgart/Leipzig 2001.
- Aristoteles. Lehrer des Abendlandes. C. H. Beck, München 2013, ISBN 978-3-406-64506-8.[2]
- Hippokrates. Meister der Heilkunst. Leben und Werk. C. H. Beck, München 2016, ISBN 978-3-406-69746-3.
- Lust und Pflicht. Wege zum geglückten Leben. Passagen Verlag, Wien 2019, ISBN 978-3-709203521.
- Hellenistische Philosophie. Passagen Verlag, Wien 2020, ISBN 978-3-709204078.
- Platon. Philosophieren im Dialog. Passagen Verlag, Wien 2021, ISBN 978-3-7092-0452-8.

Kleine Schriften
- Eidola. Ausgewählte kleine Schriften. Berlin / Amsterdam 1989. (mit Bild und Schriftenverzeichnis)
- Spectra. Kleine Schriften zu Drama, Philosophie und Antikerezeption. (= Classica Monacensia 29). Tübingen 2004.

Übersetzungen
- Aristoteles, Problemata physica. In: Ernst Grumach (Hrsg.): Aristoteles. Werke in deutscher Übersetzung. Band 19. Berlin (und Darmstadt) 1962, S. 295–384.
- Platon: Ion. Griechisch und deutsch. (= Tusculum-Bücherei). München 1963.
- Aristoteles: Werke in deutscher Übersetzung. Band 18: Opuscula. Teil 2: Mirabilia. 2., berichtigte Auflage. Berlin 1981.
- Platon: Ion. Griechisch und deutsch. Stuttgart 1988. (Bibliographisch ergänzte Ausgabe 2002 (Reclams Universal-Bibliothek 8471))
- Aristoteles: Werke in deutscher Übersetzung. Band 20: Fragmente. Teil 1. Berlin 2006.
- Euripides: Elektra. Verlag Antike, Frankfurt am Main 2006.

Herausgeberschaft
- mit Konrad Gaiser: Synusia. Festgabe für Wolfgang Schadewaldt zum 15. März 1965. Pfullingen 1965.
- Antike Medizin (= Wege der Forschung. Band 221). Darmstadt 1971.
- Zum Problem von Grammatik und Sprachausbildung. (= Der altsprachliche Unterricht. 1). Stuttgart 1973.
- Geisteswissenschaft als Aufgabe. Kulturpolitische Perspektiven und Aspekte. Berlin / New York 1978.
- Philologie und Hermeneutik im 19. Jahrhundert. Göttingen 1979.
- Griechisches Lesebuch. Frankfurt am Main 1987.
- Altertumswissenschaft in den 20er Jahren. Neue Fragen und Impulse. Stuttgart 1995.
- Tragödie. Idee und Transformation. (= Colloquium Rauricum. 5). Stuttgart 1997.
- Griechische Welt. Klassische Autoren Griechenlands. Frankfurt am Main / Leipzig 1997.
- Médecine et morale dans l’antiquité: dix exposés suivis de discussions. Bonn 1997.